# 重氮甲烷
重氮甲烷是最简单的重氮化合物，化学式为CH2N2，由德国化学家汉斯·冯·佩希曼于1894年发现。它在室温下是不稳定的黄色有毒气体，具爆炸性，因此一般均使用它的乙醚溶液。它是实验室常见的甲基化试剂，但因为在工业上太危险而被更安全的三甲基硅基重氮甲烷取代了。

## 制备
实验室中制取的重氮甲烷的量通常以mmol计，方法是用N-甲基-N-亚硝基对甲苯磺酰胺（Diazald）的二乙二醇二甲醚和乙醚溶液与温热的氢氧化钠水溶液反应，蒸馏提纯； 或以1-甲基-3-硝基-1-亚硝基胍（MNNG）为原料，低温加入氢氧化钾水溶液也可得到重氮甲烷。

## 反应
一般使用的是重氮甲烷的乙醚溶液。它可以进行的反应有：
- 将酰氯转化为多一个碳的羧酸、酯或酰胺（Arndt-Eistert合成）。反应首先生成重氮酮，氧化银催化下氮气离去，生成酰基卡宾，重排得到烯酮，再与水、醇或胺（氨）反应生成羧酸或羧酸衍生物。

- 与醛、酮反应生成多一个碳原子的酮（Buchner-Curtius-Schlotterbeck反应(1885)）。首先发生亲核加成，之后也涉及基团的迁移。该反应可用于环酮的扩环，副产物是环氧化合物。

- 光解或热解生成亚甲基卡宾并放出氮气，常用作卡宾的来源。

- 甲基化试剂：与羧酸反应生成甲基酯，与酚、β-二酮及β-酮酯的烯醇型生成甲基醚。

- 与碱性的2H2O发生氢离子交换，生成氘代的C2H2N2。[6]

## 检验
重氮甲烷的含量可通过两种方法获得：一是与一定量且过量的苯甲酸在冷乙醚中反应，剩余的苯甲酸用基准氢氧化钠滴定；二是用分光光度法分析重氮甲烷的乙醚溶液，其在410nm处的消光系数为7.2。

## 相关化合物
很多重氮甲烷的衍生物也已制得：
- 两个三氟甲基取代的(CF3)2CN2（沸点为12–13 °C）。[7]
- 两个苯基取代的Ph2CN2（熔点29–30 °C）。[8]
- 三甲硅基取代的(CH3)3SiCHN2，已有出售，甲基化效果与重氮甲烷相当。[9]
- 一个苯基取代的PhC(H)N2，红色液体，0.1mmHg时的沸点小于25 °C。[10]

## 安全
吸入重氮甲烷，及皮肤或眼部接触重氮甲烷都是有毒的（TLV 0.2ppm），症状包括心脏不适、头痛、身体虚弱、体力不支，严重时会致人昏倒。 重氮甲烷与磨砂玻璃的接口接触，或加热至100 °C都可能会发生爆炸，使用时必须小心，避免以上材料的使用。